# Flétňák černohrdlý
Flétňák černohrdlý (Cracticus nigrogularis) je středně velký pěvec z čeledi flétňákovitých, obývající velkou část Austrálie. Dorůstá 35 cm, dospělí ptáci jsou převážně světlí s tmavou hlavou, hrdlem a hrudí, ocasem a částečně i křídly. Mladí ptáci mají místo černého zbarvení hnědé.
Obývá lesy, často žije i v blízkosti lidských sídel. Jeho potravu tvoří malí obratlovci a hmyz, které napichuje na trny a větve a které trhá svým silným, na konci hákovitě zahnutým zobákem (jeho anglický název – Butcharbird – znamená v překladu do češtiny ťuhýk, což je název ptáka, který se chová obdobně).